# لینکلن (کامیونیتی)، ویسکانسین
لینکلن (به انگلیسی: Lincoln) یک منطقهٔ مسکونی در ایالات متحده آمریکا است که در شهرستان کیوانی، ویسکانسین واقع شده‌است. لینکلن ۲۵۶٫۰۴ متر بالاتر از سطح دریا واقع شده‌است.